# Spider-Man: Far From Home
Spider-Man: Far From Home är en amerikansk superhjältefilm baserad på Marvel Comics karaktär Spider-Man, regisserad av Jon Watts och släpptes under sommaren 2019. Filmen producerades av Columbia Pictures och Marvel Studios, med distribution av Sony Pictures Releasing.  i regi av Jon Watts. Filmen är en uppföljare till Spider-Man: Homecoming (2017) och den tjugotredje filmen i Marvel Cinematic Universe (MCU). Filmen är skriven av Chris McKenna och Erik Sommers, och filmens huvudpersoner spelas av Tom Holland som Peter Parker / Spider-Man, tillsammans med Samuel L. Jackson, Zendaya, Cobie Smulders, Jon Favreau, Jacob Batalon, Martin Starr, Marisa Tomei och Jake Gyllenhaal. I Spider-Man: Far From Home rekryteras Parker av Nick Fury och Mysterio för att möta "The Elementals" medan han är på en skolresa i Europa.
Diskussioner hade börjat för en uppföljare till Spider-Man: Homecoming i oktober 2016 och senare samma år bekräftades projektet. Holland avslöjade uppföljarens titel före inspelningen hade börjat, den startade i juli 2018 och filmades i England, Tjeckien, Italien och New Yorks storstadsområde. Inspelningen blev klar i oktober 2018. Filmens marknadsföring försökte undvika att avslöja spoilers för Avengers: Endgame innan filmen släpptes i april 2019.
Filmen hade premiär i Hollywood den 26 juni 2019 och släpptes på biografer i bland annat USA den 2 juli och Sverige den 5 juli. Filmen fick positiva recensioner för sin humor, visuella effekter och framförande (särskilt de från Holland och Gyllenhaal). Filmen har spelat in över 1,1 miljarder dollar över hela världen, vilket gör den till den första Spider-Man-filmen som har passerat 1 miljard dollar-gränsen. Den blev den tredje högsta brutto-filmen 2019. Den blev också den 23:e mest lönsamma bruttofilmen genom tiderna, och blev Sony Pictures mest lönsamma film.
Uppföljaren, Spider-Man: No Way Home, släpptes i december 2021.

## Rollista (i urval)
- Tom Holland – Peter Parker / Spider-Man
- Jake Gyllenhaal – Quentin Beck / Mysterio[4]
- Samuel L. Jackson – Nick Fury
- Zendaya – Michelle "MJ" Jones
- Jacob Batalon – Ned Leeds
- Marisa Tomei – May Parker
- Jon Favreau – Harold "Happy" Hogan
- Cobie Smulders – Agent Maria Hill
- Tony Revolori – Eugene "Flash" Thompson
- Angourie Rice – Betty Brant
- Remy Hii – Brad Davis
- Martin Starr – Roger Harrington
- J.B. Smoove – Julius Dell
- Peter Billingsley – William Ginter Riva
- Jorge Lendeborg Jr. – Jason Ionello
- Numan Acar – Dimitri
- Ben Mendelsohn – Talos (cameo)
- J.K. Simmons – J. Jonah Jameson (cameo)

## Utmärkelser och nomineringar
| Utmärkelse             | Datum för ceremonin | Kategori                            | Mottagare                 | Resultat   |
| ---------------------- | ------------------- | ----------------------------------- | ------------------------- | ---------- |
| Teen Choice Awards     | August 11, 2019     | Choice Summer Movie                 | Spider-Man: Far From Home | Vann       |
| Teen Choice Awards     | August 11, 2019     | Choice Summer Movie Actor           | Tom Holland               | Vann       |
| Teen Choice Awards     | August 11, 2019     | Choice Summer Movie Actress         | Zendaya                   | Vann       |
| Saturn Awards          | September 13, 2019  | Best Comic-to-Film Motion Picture   | Spider-Man: Far From Home | Nominerad  |
| Saturn Awards          | September 13, 2019  | Best Supporting Actress             | Zendaya                   | Vann       |
| Saturn Awards          | September 13, 2019  | Best Performance by a Younger Actor | Tom Holland               | Vann       |
| Saturn Awards          | September 13, 2019  | Best Special Effects                | Spider-Man: Far From Home | Nominerad  |
| People's Choice Awards | November 10, 2019   | Movie of 2019                       | Spider-Man: Far From Home | Ej avgjort |
| People's Choice Awards | November 10, 2019   | Action Movie of 2019                | Spider-Man: Far From Home | Ej avgjort |
| People's Choice Awards | November 10, 2019   | Male Movie Star of 2019             | Tom Holland               | Ej avgjort |
| People's Choice Awards | November 10, 2019   | Female Movie Star of 2019           | Zendaya                   | Ej avgjort |
| People's Choice Awards | November 10, 2019   | Action Movie Star of 2019           | Tom Holland               | Ej avgjort |